# Leptotarsus (Tanypremna) borgmeieri
Leptotarsus (Tanypremna) borgmeieri is een tweevleugelige uit de familie langpootmuggen (Tipulidae). De soort komt voor in het Neotropisch gebied.